# Frédérique Bredin
Frédérique Bredin (ur. 2 listopada 1956 w Paryżu) – francuska polityk i działaczka kulturalna, parlamentarzystka krajowa, eurodeputowana IV kadencji, minister młodzieży i sportu (1991–1993).

## Życiorys
Absolwentka Instytutu Nauk Politycznych w Paryżu oraz École nationale d’administration (promocja Voltaire). Pracowała w inspekcji finansowej, następnie w gabinecie politycznym Jacka Langa, od 1986 do 1988 była doradcą prezydenta François Mitterranda ds. kulturalnych.
W 1988 z ramienia Partii Socjalistycznej została wybrana na posłankę do Zgromadzenia Narodowego. Mandat złożyła w 1991 w związku z objęciem urzędu ministra młodzieży i sportu, sprawowała go do 1993 w gabinetach, którymi kierowali Édith Cresson i Pierre Bérégovoy. W 1993 nie uzyskała poselskiej reelekcji. W 1994 z powodzeniem ubiegała się o wybór do Parlamentu Europejskiego IV kadencji, w którym zasiadała do 1996. W 1995 w wyniku wyborów uzupełniających powróciła do niższej izby krajowego parlamentu, mandat utrzymała również w wyborach w 1997. Złożyła go w 2000, rezygnując z aktywności politycznej i przechodząc do pracy w sektorze mediowym. Objęła dyrektorskie stanowisko w koncernie Lagardère Médias.
W 2011 uzyskała rangę inspektora generalnego inspekcji finansowej. Wspierała kandydaturę Arnauda Montebourga w socjalistycznych prawyborach prezydenckich przed wyborami w 2012. Po zwycięstwie lewicy objęła stanowisko dyrektora państwowego instytutu kinematograficznego – Centre national du cinéma et de l'image animée.